# Café glacé
Pour les articles homonymes, voir Café (homonymie) et Glace (homonymie).
Le café glacé est une recette algérienne répandue de boisson au café, à base de café froid ou chaude servi glacé (avec des glaçons), variante des café frappé, affogato (avec glace à la vanille), café liégeois (crème glacée et crème chantilly), ice cappuccino, ou thé glacé...

## Histoire et origine
Le mazagran — café froid sucré auquel on a ajouté de l'eau ou de la glace — est originaire d'Algérie. Il tire son nom de la forteresse réservée à la France par le traité de la Tafna en 1837. On raconte que les troupes coloniales françaises ont été servies pour la première fois avec une boisson à base de sirop de café et d'eau froide lors de marches près de Mazagran. À leur retour dans la capitale française, ils introduisirent l'idée dans les cafés, en y ajoutant le service dans de grands verres, où elle fut connue sous le nom de « café glacé ».

## Préparation
Il est préparé avec du sirop de café et de l'eau froide.
Cette recette cosmopolite rafraîchissante de café glacé, consommée généralement l'été dans tous les pays du monde, peut être préparée de plusieurs façons :
Refroidi : servir un café chaud avec des glaçons.
Infusion à froid : verser de l'eau froide sur du café moulu et laisser infuser plusieurs heures au frais,.
Ajout de glace : servir du café chaud broyé avec des glaçons (café frappé au mixeur ou au shaker) ou mélangé avec de la crème glacée, avec par exemple les affogato (café expresso avec de la glace à la vanille) ou café liégeois (avec crème glacée et crème chantilly),...

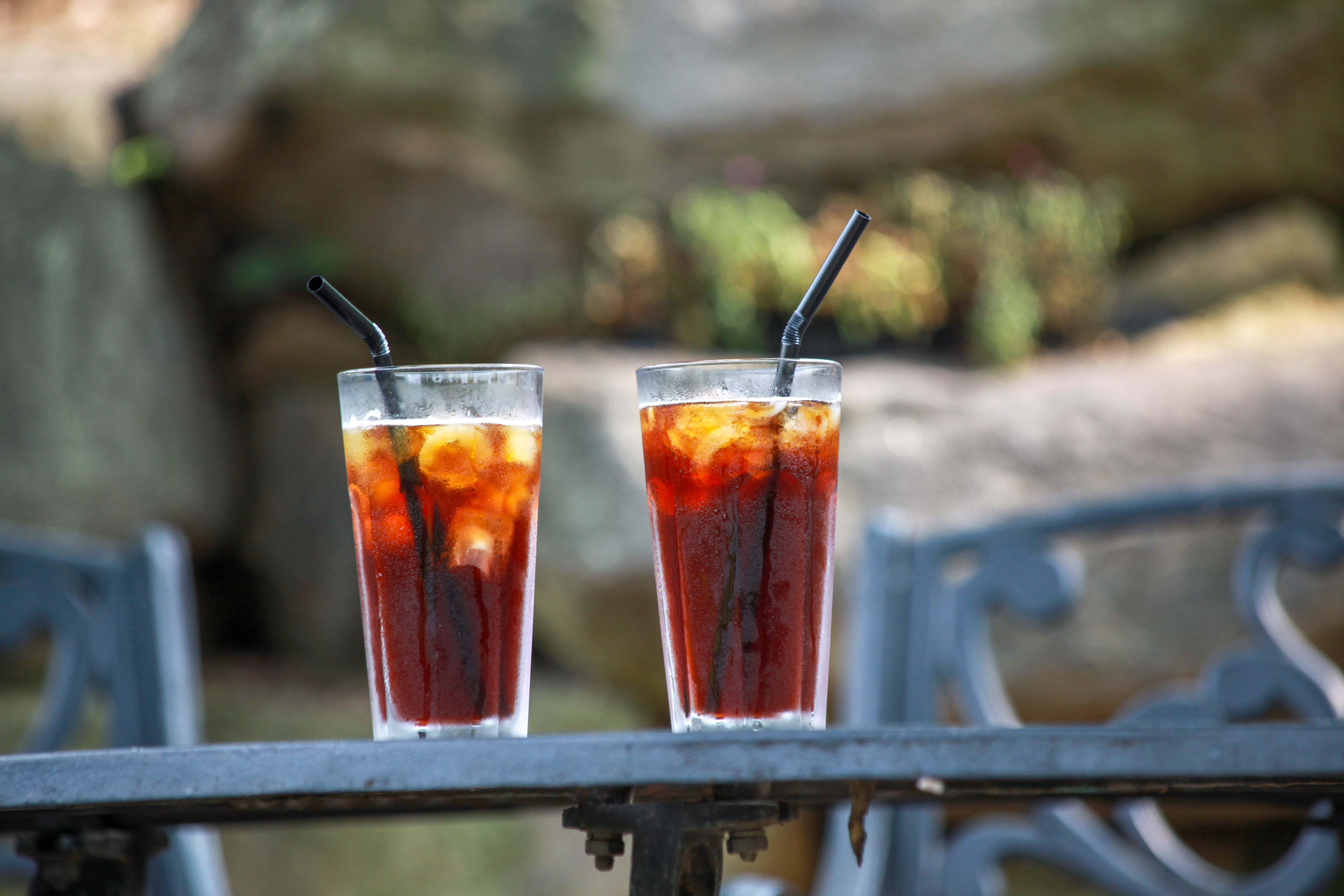
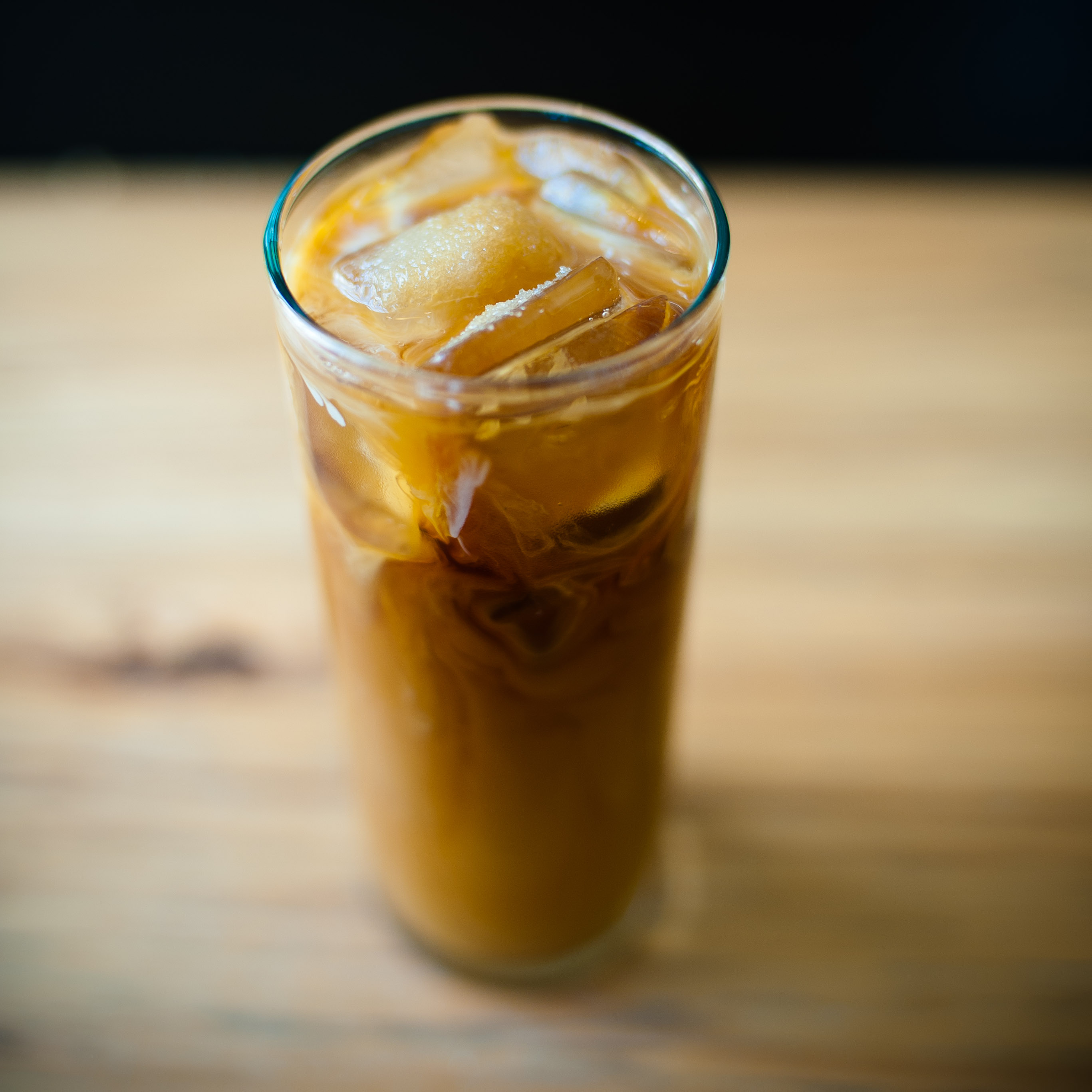
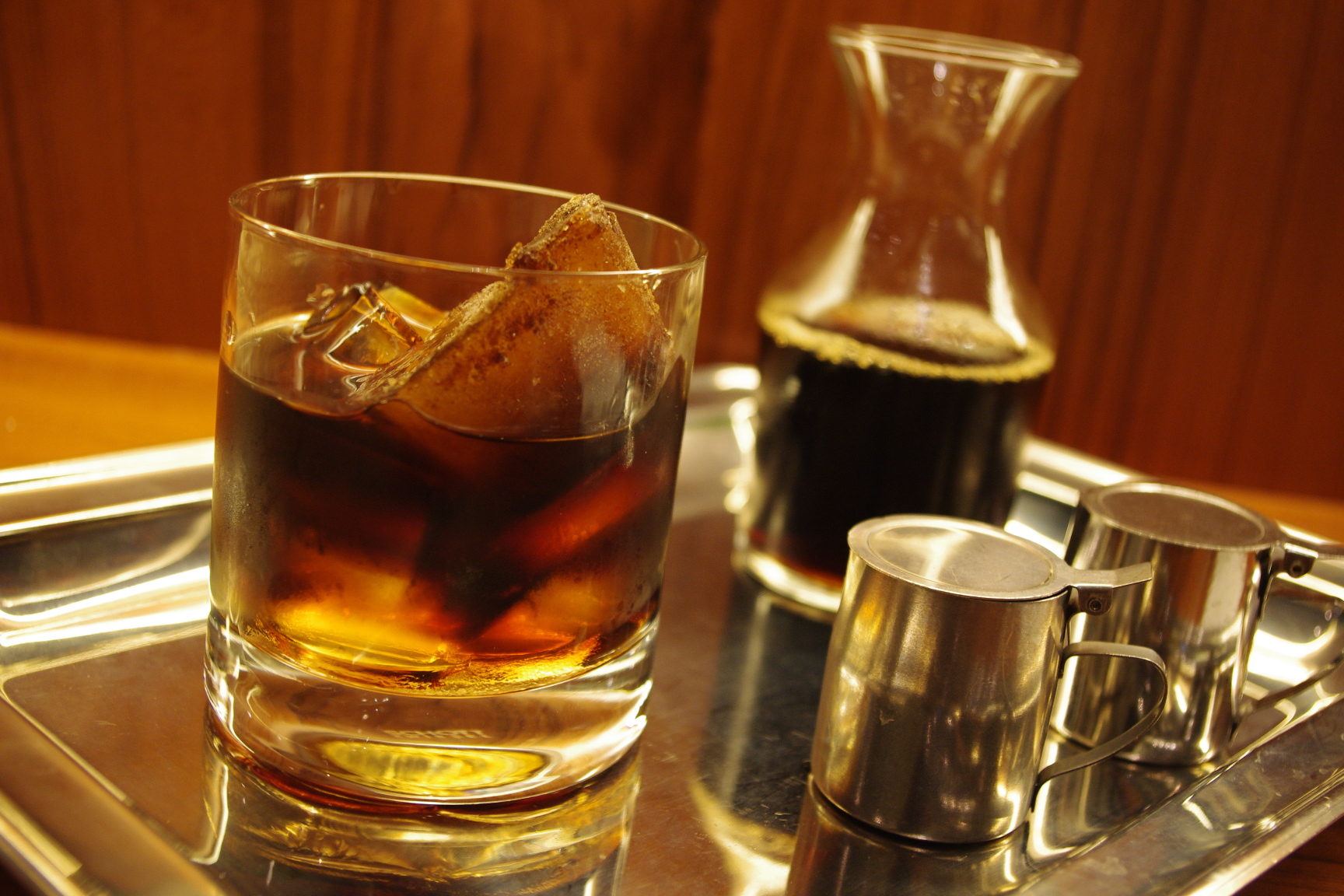

La glace atténue le gout du café avec des arômes plus doux ou plus veloutés. Le café glacé peut être amélioré et parfumé entre autres avec des sirops, cacao, sucre de canne, caramel, vanille, lait d'amande, citron, fleur d'oranger, épices (cannelle, badiane, baies...), sirop d'érable, lait, crème, lait concentré sucré (café glacé vietnamien), feuilles de menthe fraîche, confiseries, liqueur de café... Il est vendu en canette au rayon frais dans certains pays.

## Quelques variantes
- Affogato
- Café
- Café frappé
- Café glacé vietnamien
- Café liégeois
- Ice cappuccino
- Latte glacé
- Milk-shake glacé
- Thé glacé
- Liste des boissons au café

Quelques variantes
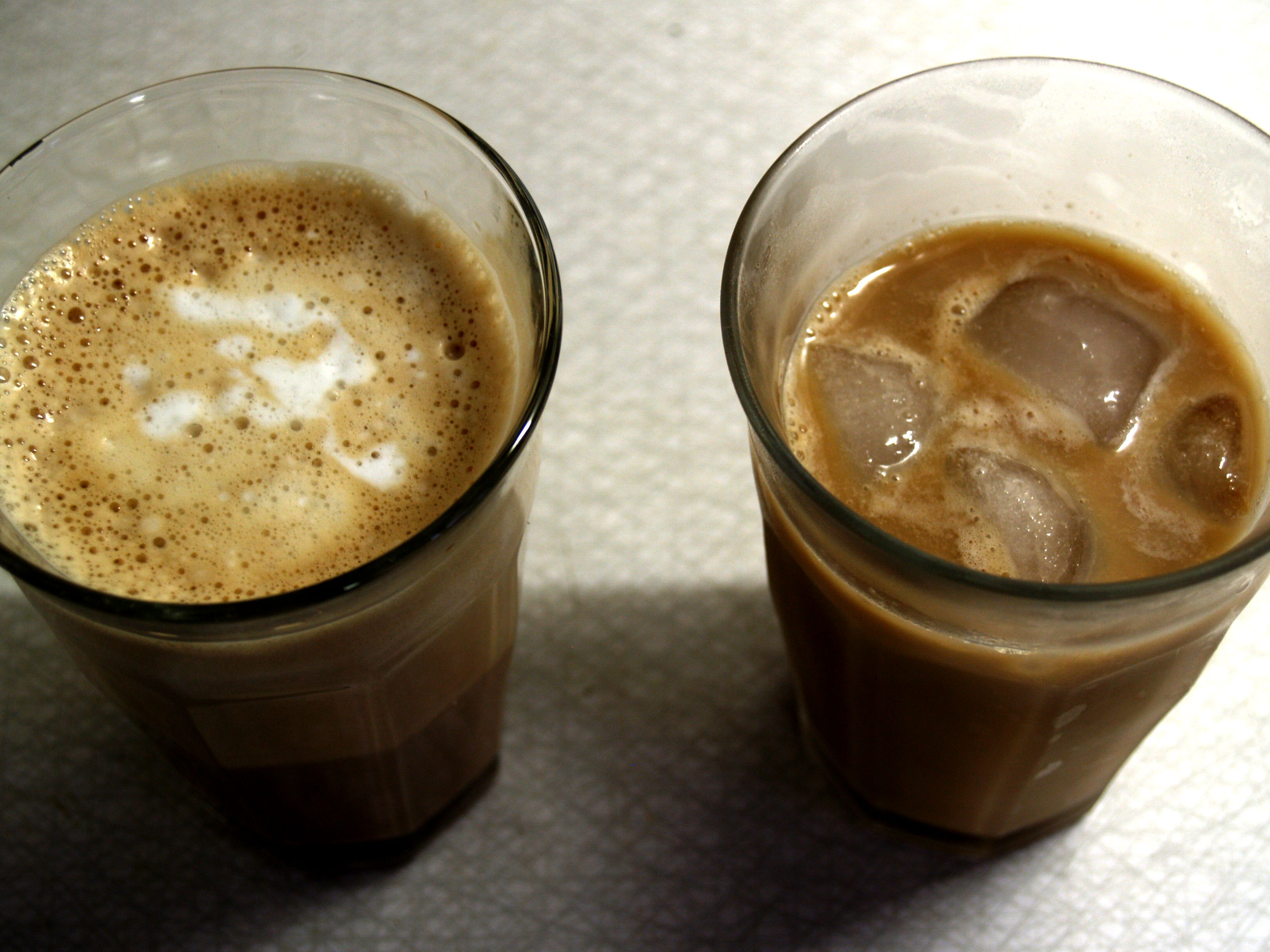
Latte glacé
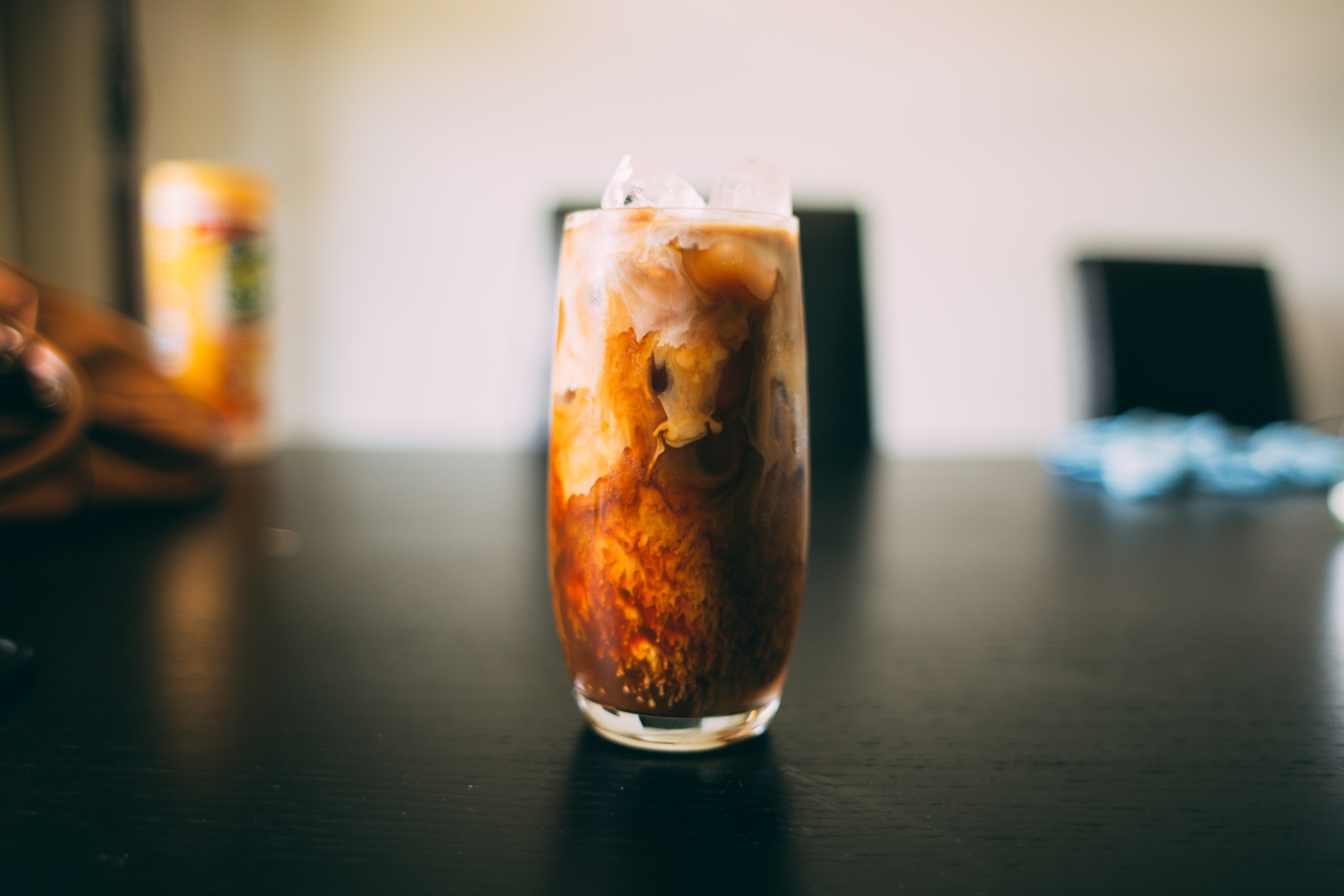
Avec de la crème ou du lait
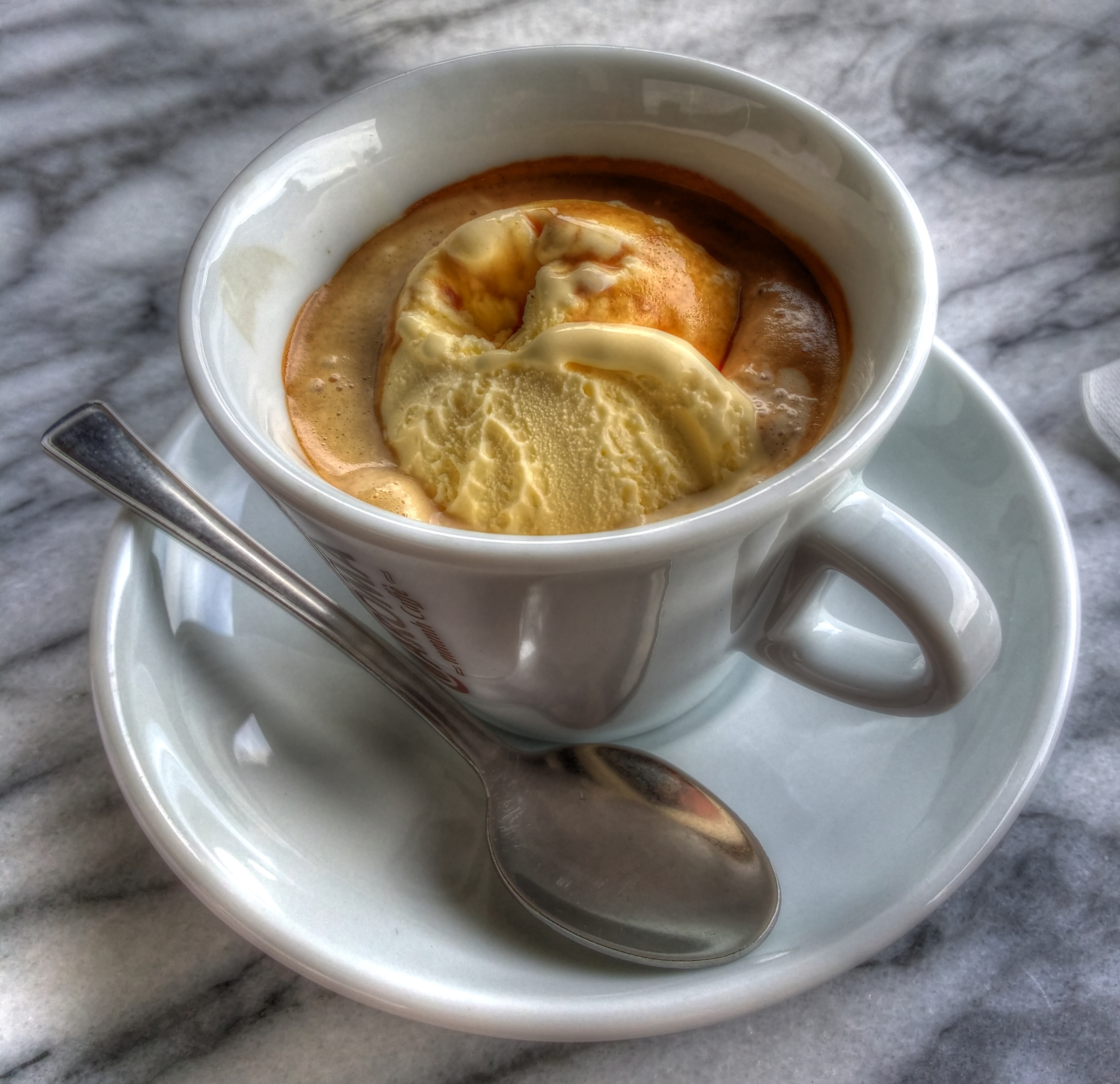
Affogato (expresso et glace à la vanille)
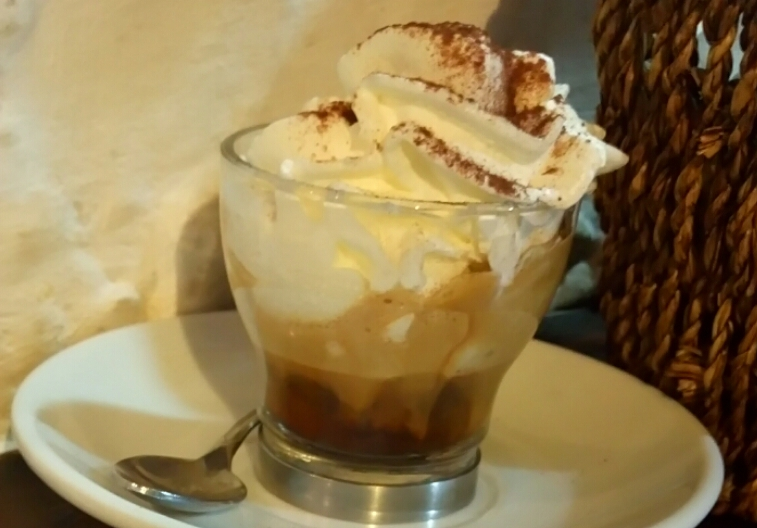
Affogato et crème chantilly
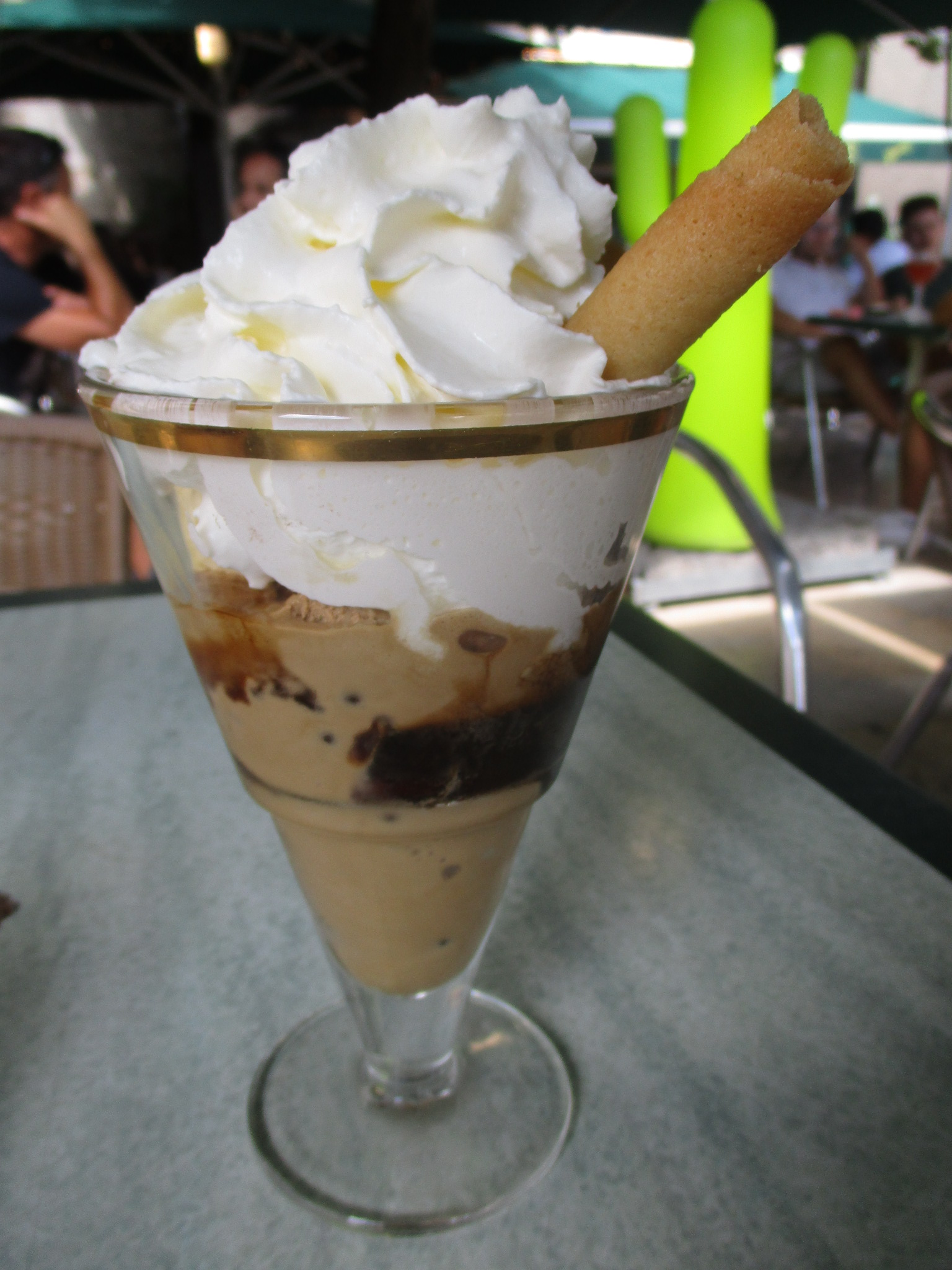
Café liégeois (crème glacée et crème chantilly)